# 幸福の予感
『幸福の予感』（しあわせのよかん）は、東海テレビ制作・フジテレビ系列で、1996年4月1日～6月28日に放送された昼ドラマである。全65話。

## 概要
秋子と健一郎は結婚するが、夫婦仲は良いのだがなかなか子供が出来ないことで秋子は姑の清乃から辛く当たられる。結婚後暫くすると健一郎に浮気の兆候が感じられるようになる。相手は健一郎の部下である久美子。
紆余曲折あって久美子は健一郎の正妻となるが、またしても健一郎に浮気の兆候が。浮気相手は男性だったのだ。
冨家と井田による男性同士のラブシーンが話題になった（後に冨家は『ライオンのごきげんよう』にて「当時は実生活でもゲイだと勘違いされたり、ゲイ男性からのファンレターが増えて困惑した」と語っている）。

## キャスト
- 木元久美子→浜田久美子：渡辺梓[1]（主人公）
- 浜田健一郎：冨家規政[1]（久美子の上司）
- 浜田清乃：水野久美[1]（健一郎の母）
- 浜田秋子：北原佐和子[1]（健一郎の妻）
- 関根則子：桐生ゆう子[1]（健一郎の姉）
- 関根悟：大原康裕（則子の夫）
- 関根緑：笠原清美（関根夫妻の娘）
- 栗田泰造：江藤漢（久美子の養父）
- 栗田厚子：丘さとみ（久美子の母）
- 佐藤恵子：布施絵里（久美子の同僚）
- 牧原部長：佐々木敏（健一郎の上司）
- 木村公平：塚本信夫（秋子の父）
- 木村幸代：絵沢萌子（秋子の母）
- 広瀬信之：佐原健二（清乃の見合い相手）
- 柴田恒彦：山口粧太（久美子の同僚）
- 小宮正宏：廣瀬昌亮（久美子の上司）
- 寺田修：井田州彦（健一郎の愛人）
- アリスのママ：浅見小四郎（ゲイバーの経営者）
- 向坂一郎：石丸謙二郎（心療内科医師）
- 佐野アツ子
- 二瓶鮫一
- 相川部長：信実一徳（健一郎の上司）

## スタッフ
- 企画 - 出原弘之（東海テレビ）
- 原作 - 南部樹未子『狂った弓』（光文社文庫刊）
- 演出 - 奥村正彦、藤木靖之、安室修、牧時範、中根康邦（東海テレビ）
- プロデューサー - 中根康邦（東海テレビ）、大久保直実（ビデオフォーカス）、高木秀隆（ビデオフォーカス）
- 脚本 - 小森名津、清水喜美子
- 音楽 - 梅林茂
- 技術 - ビデオフォーカス
- 照明 - Kカンパニー
- 音声 - ギルド・ジャパン
- 美術 - ケイエッチケイアート、山崎美術
- スタジオ - 東京メディアシティ
- 制作 - 東海テレビ[1]、ビデオフォーカス

## 主題歌
- 『禁じられた夢の中で』 歌：大橋純子
  - レーベル：vap